# Битољски триод
Битољски триод је старословенски писани споменик из последње четвртине 12. века. Састоји се од 101 пергаментног листа димензија 275 к 195 мм. 
Аутор је Георгије Граматик, који је рођен у селу Вапа. Уз уобичајене службе, триода садржи циклус химнографа епископа Константина Преславског. Писана је ћирилицом, али текст садржи низ трагова глагољице, која се сматра карактеристичном одликом писаних споменика југозападних Словена. Постоје спекулације да је овај триод копија старије књиге. Поред глагољских симбола, књига садржи и нотне (музичке) ознаке. У тексту се такође примећује честа употреба слова тета, писаног и црном и црвеном бојом. Овај знак је постављен и преко појединих речи како би се певачима указало да је на овом месту потребно украсити напев.
Рукопис је 1898. године донет Бугарској трговачкој агенцији у граду Битољу из једног од оближњих села. Јордан Иванов га је тамо открио 1907. године. Тренутно се рукопис налази у библиотеци Бугарске академије наука (бр. 38) у Софији.